# Pro Quinctio
L'Oratio pro Publio Quinctio (Orazione in difesa di Publio Quinzio), meglio nota semplicemente come Pro Quinctio, è un discorso giudiziario pronunciato nell'81 a.C. dall'oratore romano Marco Tullio Cicerone. Si tratta della prima orazione ciceroniana di cui si ha notizia, anche se appare chiaro che Cicerone avesse già pronunciato altre orazioni che non sono mai state pubblicate e di cui non rimane notizia.

## Contesto
L'orazione fu pronunciata nell'ambito di una causa di diritto societario di carattere privato. Il cliente di Cicerone, Publio Quinzio, aveva citato in giudizio un tale Sesto Nevio, parvenu arricchito che era entrato in società con il defunto fratello dello stesso Quinzio. Questi, alla morte del fratello, ne aveva ereditato il patrimonio, mantenendo l'accordo di affari con Nevio; quando Quinzio aveva, però, posto fine all'accordo di fronte alle richieste, da parte di Nevio, di risarcimento di un presunto debito, lo stesso Nevio si era rifiutato di restituire a Quinzio i beni che gli sarebbero spettati di diritto. Quinzio si era quindi rivolto a Cicerone seguendo un suggerimento dell'amico Quinto Roscio Gallo, famoso attore.
Nevio, che era passato a sostenere il dittatore Lucio Cornelio Silla, pur essendo stato in passato di parte mariana, godeva dell'appoggio di membri influenti della nobilitas romana, tra cui il celebre oratore e avvocato Quinto Ortensio Ortalo. La presenza di Ortalo come avvocato difensore garantiva ampia risonanza al processo, e permise al giovane Cicerone, venticinquenne, di acquisire una certa notorietà.
Cicerone, aperta l'orazione con una programmatica esibizione di modestia, suggerita peraltro dai manuali di retorica, seppe adombrare le implicazioni politiche del caso, per poi confutare le voci che pretendevano che Quinzio fosse stato in passato, al pari di Nevio, seguace di Mario. Per contro, l'oratore rievocò ampiamente l'adesione di Nevio al partito mariano, nel tentativo di mostrare che era imprudente riporre la propria fiducia in un uomo che era stato capace di cambiare fronte politico tanto repentinamente. Fulcro dell'argomentazione ciceroniana era però la contrapposizione tra la posizione di Quinzio, privo di protettori importanti e influenti, e quella del ricco Nevio, che godeva di un'ottima posizione sociale. «La povertà e la verità» erano dunque «costrette a lottare contro la ricchezza e la potenza», e si realizzava in tal modo una profonda fusione tra l'ethos dell'assistito Quinzio e del difensore Cicerone, che stava tentando di conquistare una posizione di privilegio e influenza all'interno della nobilitas, pur essendo homo novus di rango equestre.
Sebbene risulti possibile che il comportamento di Quinzio non fosse stato in realtà irreprensibile, l'azione di Cicerone evidenzia la capacità, dimostrata dall'oratore, di saper spostare il discorso dal fatto in sé per incentrarlo sui caratteri e le personalità delle parti in causa, portando così la discussione sul terreno della morale. «La rustica parsimonia, la semplicità di costumi e il candore morale» di Quinzio appaiono infatti contrapposti «al lusso, alla dissolutezza e all'avidità rapace che caratterizzano la personalità di Nevio». La critica moderna è concorde nel ritenere, in assenza di notizie dalle fonti primarie, che Cicerone abbia vinto la causa.

## Stile
Lo stile dell'orazione è fortemente influenzato da quello asiano di Ortensio: il testo si basa su assonanze, periodi isosillabici, frasi bilanciate, concettismi ed effetti patetici; abbondano in particolare le antitesi, che suggeriscono un senso di monotonia. Lo stile ricco male si accorda con il carattere privato della causa: lo storico Publio Cornelio Tacito avrebbe infatti sostenuto che non era stata la difesa di Quinzio «a fare di Cicerone un grande oratore».